# Гайлит, Иван Фомич
Иван Фомич Гайлит (латыш. Jānis Laimonis Gailītis; 19 мая (31 мая) 1885, Dzērbene — 1943, Астрахань) — энтомолог, директор Рижского зоопарка.

## Биография
Янис Лаймонис Гайлитис родился 19 мая (с. с.) 1885 г. в деревне Зербань Лифляндской губернии. Лютеранского вероисповедания. Родители — Фома (Thomas) Петрович Гайлит и Павлина (Paulīnes) Ивановна — сельские народные учителя.
И. Ф. Гайлит учился в Зербанской школе, затем в Санкт-Петербургской Ларинской гимназии, по окончании которой 20 мая 1906 г. получил аттестат зрелости.
1906—1914 гг. — студент естественного отделения физико-математического факультета Санкт-Петербургского университета. В качестве домашнего учителя и воспитателя в январе 1911 г. ездил за границу по протекции директора Реформаторских училищ господина Брокка.
13 мая 1914 г. — командирован в Нижний Новгород и Нижегородскую область агрономом-естественником на железнодорожную станцию Сейма по линии Москва-Нижний.
С 1917 г. И. Ф. Гайлит — преподаватель Высших сельскохозяйственных курсов при Нижегородском народном университете. Вёл занятия по энтомологии и знакомил слушателей с основными методами борьбы против насекомых — вредителей сельскохозяйственных культур.
С 1918 по 1920 гг. — преподаватель кафедры прикладной зоологии (энтомологии) агрофака Нижегородского государственного университета.
В 1920 г. уехал на родину, в Латвию. Там, в Риге он устроился на работу в Латвийский педагогический институт.
Энтомолог Лесного департамента Сельского Хозяйства Латвии.
С 1933 по 1940 гг. — директор Рижского зоопарка. В 1941 г. был депортирован в Сибирь, в дальнейшем был расстрелян в Астрахани в 1943 г.